# Nissan Note
Nissan Note je automobil japanski proizvođača Nissan Motors i proizvodi se od 2005. godine.

## Motori
- 1.4 L, 65 kW (88 KS)
- 1.5 L, 80 kW (109 KS)
- 1.6 L, 81 kW (110 KS)
- 1.5 L turbo dizel, 50 kW (68 KS)
- 1.5 L turbo dizel, 63 kW (86 KS)
- 1.5 L turbo dizel, 66 kW (90 KS)
- 1.5 L turbo dizel, 76 kW (103 KS)